# Alqueria del Pi (Alfafar)
L'Alqueria del Pi (també coneguda com a Alqueria de Sapatos) és una alqueria situada en el carrer dels Furs de la localitat d'Alfafar, a la comarca de l'Horta Sud. És un Bé de Rellevància Local amb l'identificador número 46.16.022-006.

## Descripció
L'edifici s'ubica en la confluència del carrer dels Furs amb el carrer de Blasco Ibáñez. Algunes investigacions assenyalen que la fortificació pot tindre el seu origen al segle xix, i la seua funcionalitat era la defensa del terme municipal, tal com testimoniaven els merlets i de la garita, actualment desapareguda. L'any 2011, aquest darrer element hi apareix al segell dedicat al monument.

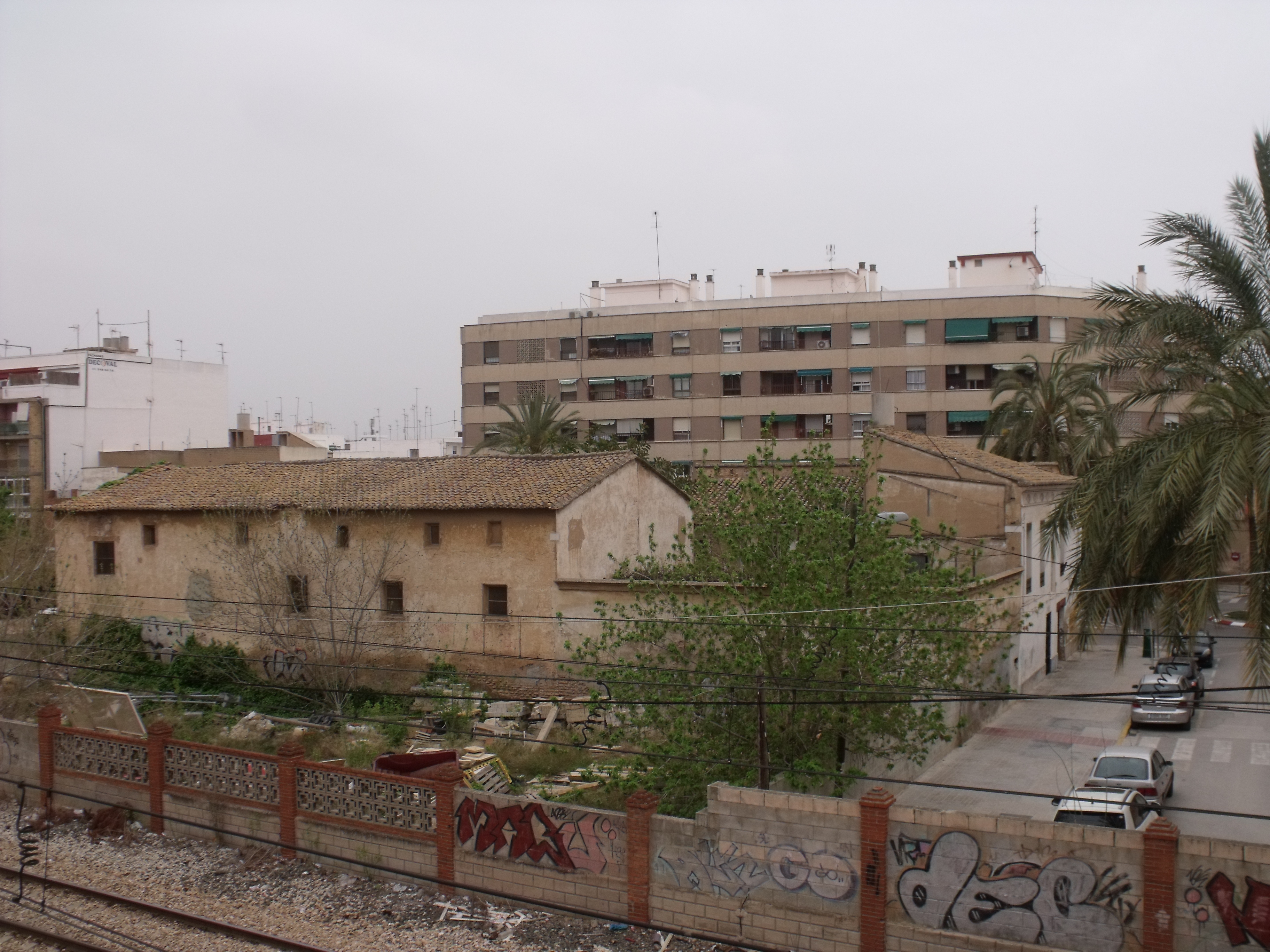
L'Alqueria i el seu entorn en 2014
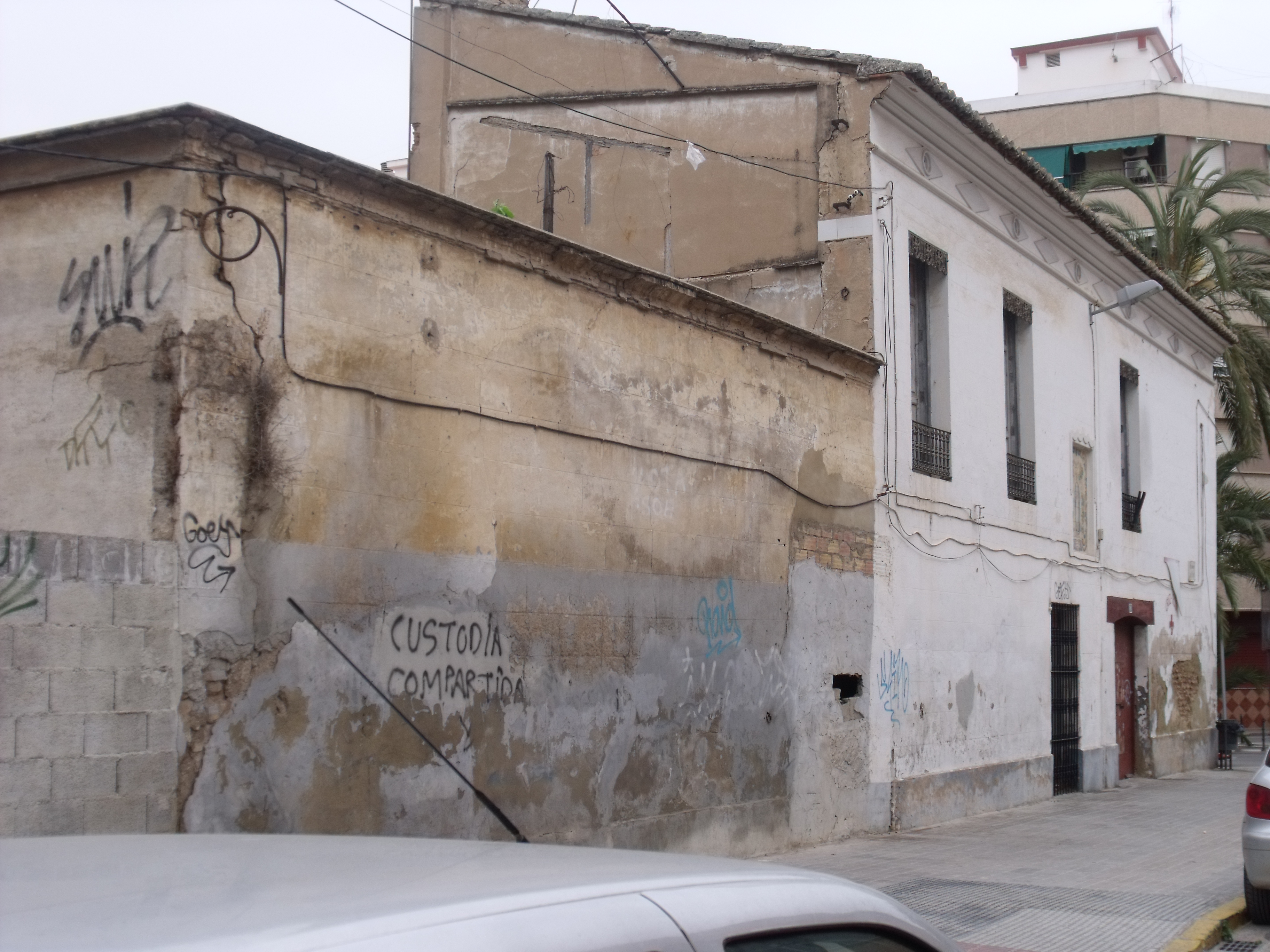
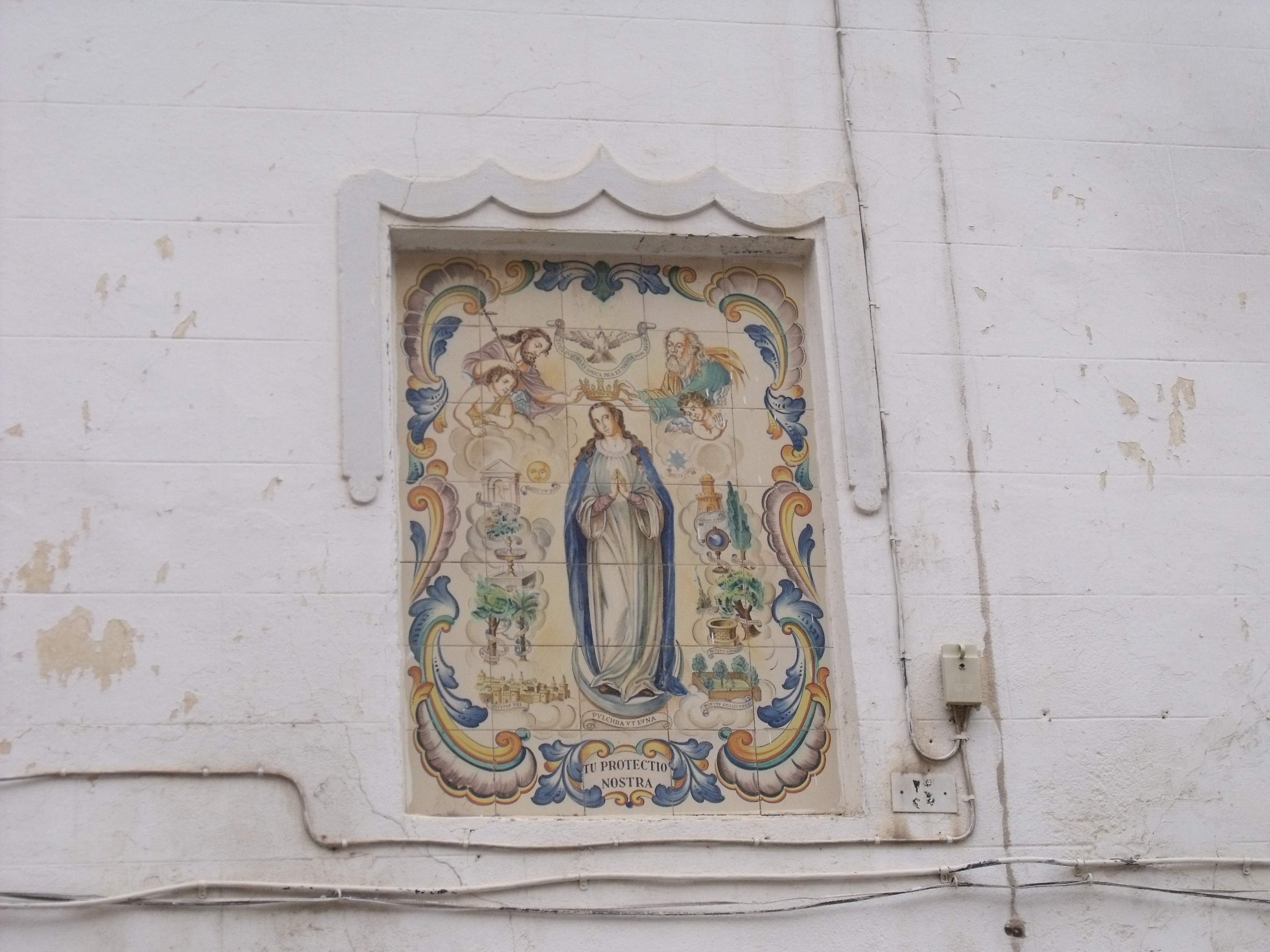
Retaule de ceràmica a la façana.

L'any 2018 el ple de l'Ajuntament d'Alfafar aprovà la rehabilitació de l'alqueria i la seu transformació en un centre interpretatiu del conreu de l'arròs. L'any 2021 va ser finalment rehabilitada i en 2022 obrirà al públic com a centre interpretatiu de la vida en l'Albufera.